# محب كامل الرافعي
محب كامل الرافعي هو أستاذ جامعي، شغل منصب وزير التربية والتعليم في وزارة إبراهيم محلب الثانية والتي تشكلت في عهد عبد الفتاح السيسي عام 2015.

## سيرته
وُلد محب محمود كامل الرافعي في محافظة الشرقية. حصل على شهادة بكالوريس التربية بمجال الفيزياء والكيمياء من جامعة الزقازيق عام 1981م. ثم دبلوم خاص في التربية من جامعة عين شمس عام 1983، والماجستير في علوم البيئة بتخصص «تربية بيئية» من معهد الدراسات والبحوث البيئية بجامعه عين شمس. وحصل على دكتوراه في فلسفة علوم البيئة من معهد الدراسات والبحوث البيئية بجامعة عين شمس.
كُلف الدكتور مُحب الرافعي في وزارة التربية والتعليم خلفًا للدكتور محمود أبو النصر في وزارة إبراهيم محلب الثانية.